# Vintileasca
Vintileasca es una comuna ubicada en el distrito de Vrancea, Rumania.

## Superficie
Posee una superficie de 63,32 kilómetros cuadrados.

## Demografía
Hasta 2021 la población era de 1724 habitantes, con una densidad de población de 27,23 habitantes por kilómetro cuadrado.